# عاشق کوپرها باش
عاشق کوپرها باش (انگلیسی: Love the Coopers) با عنوان کریسمس با کوپرها (انگلیسی: Christmas with the Coopers) در پادشاهی متحده و ایرلند، فیلمی آمریکایی در ژانر کمدی رمانتیک کریسمسی به کارگردانی جسی نلسون است که در سال ۲۰۱۵ منتشر شد. آلن آرکین، جان گودمن، اد هلمز، دایان کیتن، جیک لیسی، آنتونی مکی، آماندا سایفرد، جون اسکویب، مریسا تومی، تیموتی شالامی، اولیویا وایلد به عنوان بازیگر و استیو مارتین به عنوان صداپیشه در فیلم حضور دارند.

## خلاصه داستان
کوپرها قرار است در شب کریسمس کنار هم جمع شوند، مادر خانواده، شارلوت، سعی در پیوند دادن دوباره خانواده دارد. در این بین اتفاقات غیرمنتظره‌ای برای تک‌تک آن‌ها رخ می‌دهد.

## بازیگران
- جان گودمن
- دایان کیتن
- آماندا سایفرد
- آلن آرکین
- مریسا تومه
- اد هلمز
- استیو مارتین
- الکس بورستین
- تیموتی شالامی
- اولیویا وایلد
- جون اسکوئب
- آنتونی مکی
- جاون تنی
- کدی هافمن
- استیو مارتین